# 賈岱迪-艾費德戰鬥
贾岱迪-艾费德战役（Battle of Jdaidet al-Fadl）是一场叙利亚内战期间的战斗，政府军和反对派双方于贾岱迪-艾费德（Jdaidet al-Fadl）和贾岱迪-阿托兹（Jdaide Artouz）爆发冲突。反对派指责政府军进行屠杀，造成高达500人丧生（其中包括武装分子），政府军则回应称反对派杀害政府支持者。

## 概況
2013年4月16日，叙政府军开始试图控制大马士革郊外的贾岱迪-艾费德和贾岱迪-阿托兹两个城镇。
4月20日，据报道叙政府军已经完全控制了贾岱迪-艾费德，在四天前反对派武装进入了该镇。在四天的战斗中有69丧生，其中大部分为反对派武装分子。 战斗也波及到了附近的贾岱迪-阿托兹，该镇以基督教徒为主要居民。
4月21日，反对派声称政府军在贾岱迪-艾费德展开大屠杀。叙利亚人权观察组织报道在该地5天前的开始的战斗中有250人被杀，而其中127人（其中27人为反对派武装）身份可以确认。另一个反对派组织声称有450人被杀。 一名活动人士说在大街上他清点出98具尸体，而在临时诊所有86人被草草处决。 叙利亚全国协调委员会报道在战斗中有483人丧生，其中大约300人是平民，150人为反对派武装分子。共有3000名政府军参加了战斗。
阿拉伯叙利亚通讯社也报道了政府军在该镇取得的胜利，并且使反对派武装遭受惨重损失。叙利亚国家电视台播出的一段录像显示政府军在街上巡逻而周边躺着反对派武装的尸体。
反对派组织“叙利亚革命委员会（Revolution
Leadership Council）”成员Jamal al-Golani说镇内有270名反对派武装，这些人根本无法击退政府军的进攻。反对派活动人士说镇里的商店被洗劫或焚毁。他还表示在战斗中有数百枚炮弹落入镇内，有400名伤员在临时医院。
军方的消息反驳了反对派对该战斗的描述，声称该地区众所周知是支持叙政府的。政府军是在20名政府军士兵和50名当地居民被绑架后，在当地居民的要求下开进该镇的。反对派在镇内部署了大量狙击手。在第一天的战斗中很多士兵和2名军官死在他们枪下。在当地居民帮助下政府军清除了这些狙击手，随后进入了该镇的四个区域并与反对派展开激烈交火。在第一天有80名反对派武装分子被击毙。在随后的两天，政府军控制了该镇最后一块地区。很多反对派先前从别处撤到该地。政府军在2天的战斗中击毙了110名反对派武装，其中包括他们的指挥官Muhammed Jameel
Noufe。在最后一天的战斗中政府军动用了坦克和火炮以清除残余反对派武装。军方的消息还指出政府军在当地发现了一个大型乱坟岗，反对派用它掩埋他们战死的同伙以及被他们杀害的政府军和支持政府的平民。
反对派活动人士也描述了战斗经过：在头三天政府军攻入了该地，但被击退。在这段时间大约100到200人被杀并被掩埋。来自反对派组织沙姆新闻网的Shamel al-Golani说很多被害者来自德拉雅和Modamiyah，在那里战斗已经持续了多月。头三天过后，反对派撤出该镇，使得该镇落入政府军手中。活动人士Sawasieh说贾岱迪-艾费德之所以遭到进攻是因为该地是反对派武装对抗叙政府活动的一个温床。
4月22日，政府军完成了在该地的军事行动并撤出大部分部队，只留下了巡逻队和狙击手。